# Brătești (okręg Teleorman)
Brătești – wieś w Rumunii, w okręgu Teleorman, w gminie Poeni. W 2011 roku liczyła 115 mieszkańców.